# Abraham Rotich
Abraham Kipchirchir Rotich (* 26. Juni 1993) ist ein bahrainischer Mittelstreckenläufer kenianischer Herkunft, der seit 2013 für Bahrain startberechtigt ist.

## Sportliche Laufbahn
Erste internationale Erfahrungen sammelte Abraham Rotich bei den Asienspielen 2014 im südkoreanischen Incheon, bei denen er ursprünglich die Bronzemedaille gewann, später aber wegen des Übertretens einer Bahnmarkierung disqualifiziert wurde. Im Jahr darauf wurde er bei den Arabischen Meisterschaften in Manama Siebter und qualifizierte sich für die Weltmeisterschaften in Peking, bei denen er mit 1:48,61 min im Halbfinale ausschied. 2016 qualifizierte er sich für die Olympischen Spiele in Rio de Janeiro, bei denen er im Vorlauf disqualifiziert wurde. 2017 wurde er in 1:47,46 min Achter bei den Islamic Solidarity Games in Baku. 2018 nahm er erneut an den Asienspielen in Jakarta teil und belegte dort in 1:47,05 min den fünften Platz. 2019 wurde er bei den Arabischen Meisterschaften in Kairo Siebter über 800 Meter und gewann über 1500 Meter in 3:44,34 min die Bronzemedaille. Zwei Wochen später siegte er in 3:42,85 min bei den Asienmeisterschaften in Doha über 1500 Meter und schied über 800 Meter mit 1:53,07 min im Halbfinale aus. Damit erhielt er ein Freilos für die Weltmeisterschaften, die ebenfalls in Doha stattfanden, und schied dort mit 3:45,19 min im Vorlauf aus. Anschließend gewann er bei den Militärweltspielen in Wuhan in 1:49,36 min die Bronzemedaille über 800 Meter hinter dem Polen Michał Rozmys und Cornelius Tuwei aus Kenia. 2021 wurde er wegen eines Dopingverstoßes gesperrt.

## Persönliche Bestzeiten
- 800 Meter: 1:43,13 min, 20. Juli 2012 in Monaco
  - 800 Meter (Halle): 1:46,30 min,1. Februar 2014 in Karlsruhe
- 1000 Meter: 2:17,08 min, 26. August 2012 in Dubnica nad Váhom
  - 1000 Meter (Halle): 2:20,79 min, 18. Februar 2018 in Istanbul
- 1500 Meter: 3:39,86 min, 25. Juni 2017 in Bottrop